# José Flávio Sombra Saraiva
José Flávio Sombra Saraiva (Limoeiro do Norte, 08 de abril de 1960 - Limoeiro do Norte, 18 de maio de 2024), foi um acadêmico especialista em Relações Internacionais, conhecido como uma das principais referências na análise da história da diplomacia e das políticas entre Brasil e países africanos. Além de Professor Titular Livre do Instituto de Relações Internacionais da UnB, foi o 3º Presidente da Associação Brasileira de Relações Internacionais.

## Biografia
Sombra Saraiva nasceu em 18 de abril de 1960, na zona rural de Limoeiro do Norte (região do Sítio Sapé). Era irmão de dois professores do Instituto Federal do Ceará: Gilson Sombra Saraiva, do campus de Tabuleiro do Norte, e Raimundo Guimarães Saraiva Júnior, do campus de Limoeiro do Norte. Em sua cidade natal, iniciou os estudos no Colégio Patronato e no Grupo Escolar Padre Joaquim de Menezes.
Na adolescência, estudou o Ensino Médio em Brasília. Em seguida, cursou Relações Internacionais na Universidade de Brasília, onde concluiu o curso em 1981 se tornou Professor a partir de 1986. Obteve Mestrado em História pelo El Colegio de México. Posteriormente, cursou o doutorado em História e Relações Internacionais pela Universidade de Birmingham (1988-1991). Entre 1998 e 1999, realizou estágio de pós-doutorado na prestigiada Universidade de Oxford, na Inglaterra.
Por mais de 30 anos, foi professor da Universidade de Brasília, no Instituto de Relações Internacionais, o qual ajudou a fundar. Em 2008, foi aprovado para o cargo de Professor Titular Livre do mesmo curso, alcançando o mais elevado patamar da carreira acadêmica. Além disso, também foi Pesquisador nível 1 do CNPq, líder do Grupo de Pesquisa “CNPq/UnB História das Relações Internacionais Contemporâneas”. Atuou em colaboração com o Instituto Rio Branco, foi Professor Visitante no exterior e publicou diversos livros e artigos.[carece de fontes?]
Dirigiu por mais de uma década o Instituto Brasileiro de Relações Internacionais (IBRI), uma ONG dedicada à difusão de reflexões sobre as relações internacionais e a política externa do Brasil, e que publica a prestigiada Revista Brasileira de Política Internacional (RBPI) desde 1958. Sua contribuição acadêmica também incluiu a vice-presidência da Comissão Internacional de História das Relações Internacionais (CHRI), vinculada ao Comitê Internacional de Ciências Históricas.[carece de fontes?]
Ele foi presidente da Associação Brasileira de Relações Internacionais (ABRI) de julho de 2009 a julho de 2011, contribuindo significativamente para o desenvolvimento científico das relações internacionais no Brasil. Comendador da Ordem do Rio Branco, era membro do Conselho Editorial da Fundação Alexandre de Gusmão (FUNAG), do Ministério das Relações Exteriores do Brasil, e colunista mensal nos jornais Correio Braziliense e O Povo.[carece de fontes?]
De julho de 2014 a julho de 2018, assumiu a Direção do Instituto de Relações Internacionais (IREL) da UnB. Recentemente, vinha trabalhando em um ambicioso projeto, submetido ao CNPq, focado nos Países Africanos de Língua Oficial Portuguesa (PALOP), com a intenção de escrever cinco livros sobre esses países.[carece de fontes?]

## Obras publicadas
Dentre as principais publicações do Prof. Sombra Saraiva, aquelas que se destacaram como referência nacional foram:
- O Lugar da África: A Dimensão Atlântica da Política Exterior Brasileira (de 1945 a nossos dias). Brasília: Editora da UnB, 1996.
- Relações Internacionais Contemporâneas: da Construção do Mundo Liberal À Globalização. Brasília: Paralelo 15, 1997.
- Le Brésil Et Le Monde: Pour Une Histoire Des Relations Internationales de Puissance Émergentes. Paris: L'HARMATTAN, 1998. (com Dennis Rolland e Amado Cervo).
- CPLP Comunidade dos Países de Língua Portuguesa. Brasília: Instituto de Brasileiro de Relações Internacionais, 2001.
- Foreign Policy and Political Regime: History and Theory. Brasília: Instituto Brasileiro de Relações Internacionais - IBRI, 2003.
- O crescimento das Relações Internacionais no Brasil. Brasília: Instituto Brasileiro de Relações Internacionais, 2005.
- História das Relações Internacionais Contemporâneas: da sociedade internacional do século XIX à era da globalização. 2. ed. São Paulo: Saraiva, 2007 (organizador).
- The new Africa and Brazil in the Lula era: the rebirth of Brazilian Atlantic Policy. Revista Brasileira de Política Internacional (Impresso), v. 53, p. 169-182, 2010.

## Falecimento
A morte do professor ocorreu devido a complicações causadas pelo Alzheimer. Por conta da doença, Saraiva retornou a sua cidade natal, Limoeiro do Norte, Ceará, onde faleceu aos 64 anos.